# Parc de centrales solaires photovoltaïques de la Colle des Mées
 (février 2014).
Si vous disposez d'ouvrages ou d'articles de référence ou si vous connaissez des sites web de qualité traitant du thème abordé ici, merci de compléter l'article en donnant les références utiles à sa vérifiabilité et en les liant à la section « Notes et références ».
Le parc de centrales solaires photovoltaïques de la Colle des Mées  est le parc de centrales solaires photovoltaïques le plus important de France, avec six centrales en activité depuis 2011, puis deux autres en 2012, sur la commune de Les Mées dans les Alpes-de-Haute-Provence en Provence-Alpes-Côte d'Azur. Le parc s'étend sur près de 200 hectares avec une puissance électrique totale de 100 MWc et alimente près de 12 000 foyers en énergie durable / énergie propre.

## Historique
En mai 2011, la société Enfinity a mis en service sur le plateau de la commune des Mées deux centrales solaires au sol d'une puissance totale de 18,2 MWc avec 79 000 modules installés sur une surface de 36 hectares pour un investissement de 70 M€ ; avec les autres parcs construits sur le même site par Eco Delta et Siemens, le site comprend 200 hectares de modules solaires d'une capacité totale de 100 MW. Fin 2011, la société Siemens a mis  en service six centrales solaires photovoltaïques avec près de 112 000 capteurs solaires photovoltaïques, vendues clés en main à Eco Delta, développeur et exploitant de fermes éoliennes et solaires, sur le plateau de Valensole, au site de la Colle des Mées ; Siemens en assure l'entretien.
En 2012, Eco Delta a ajouté deux parcs supplémentaires (3,2 MWc) aux 33 MWc de ses six parcs déjà en exploitation sur ce site.

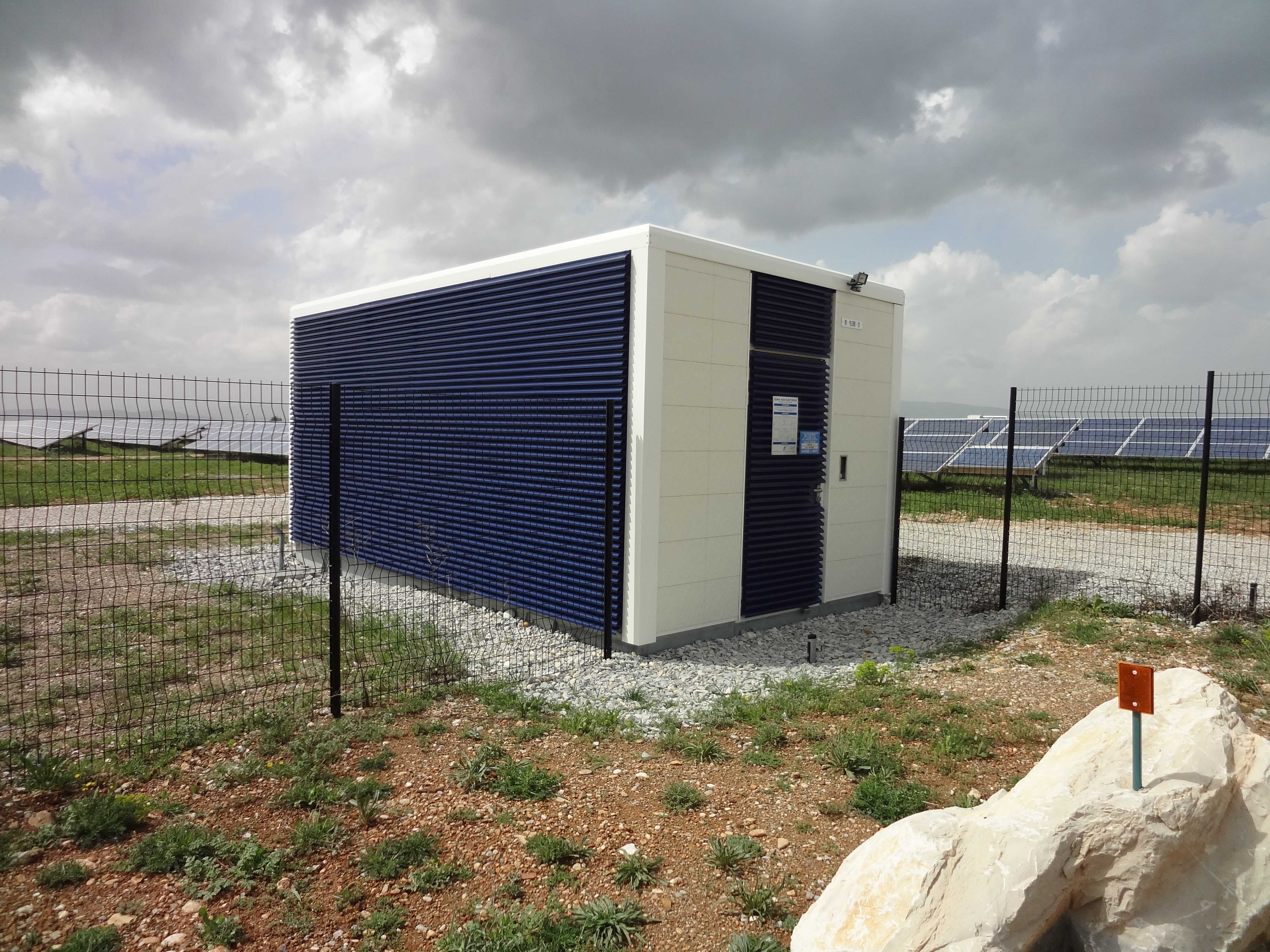
Transformateur
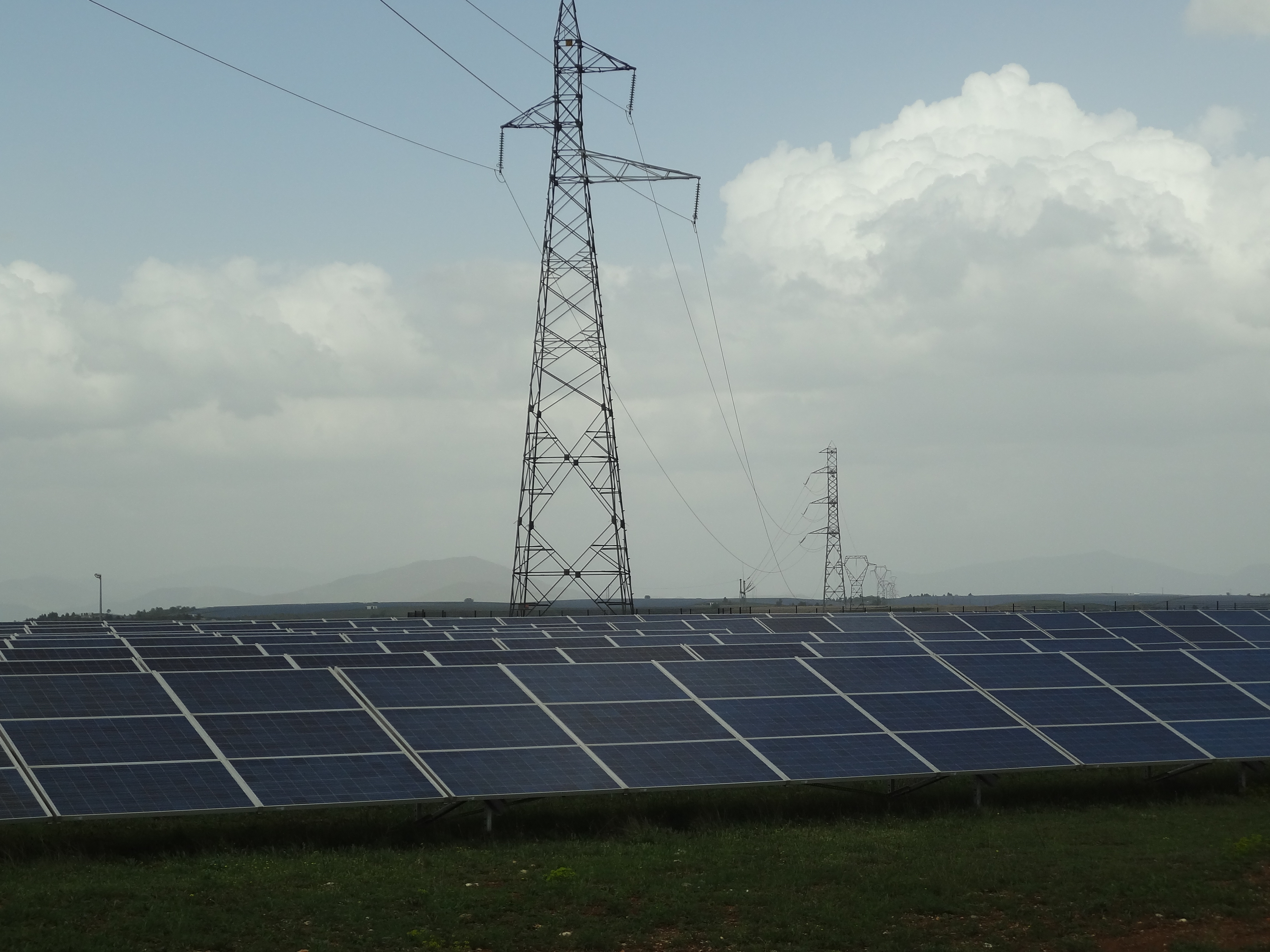
Capteur solaire photovoltaïque
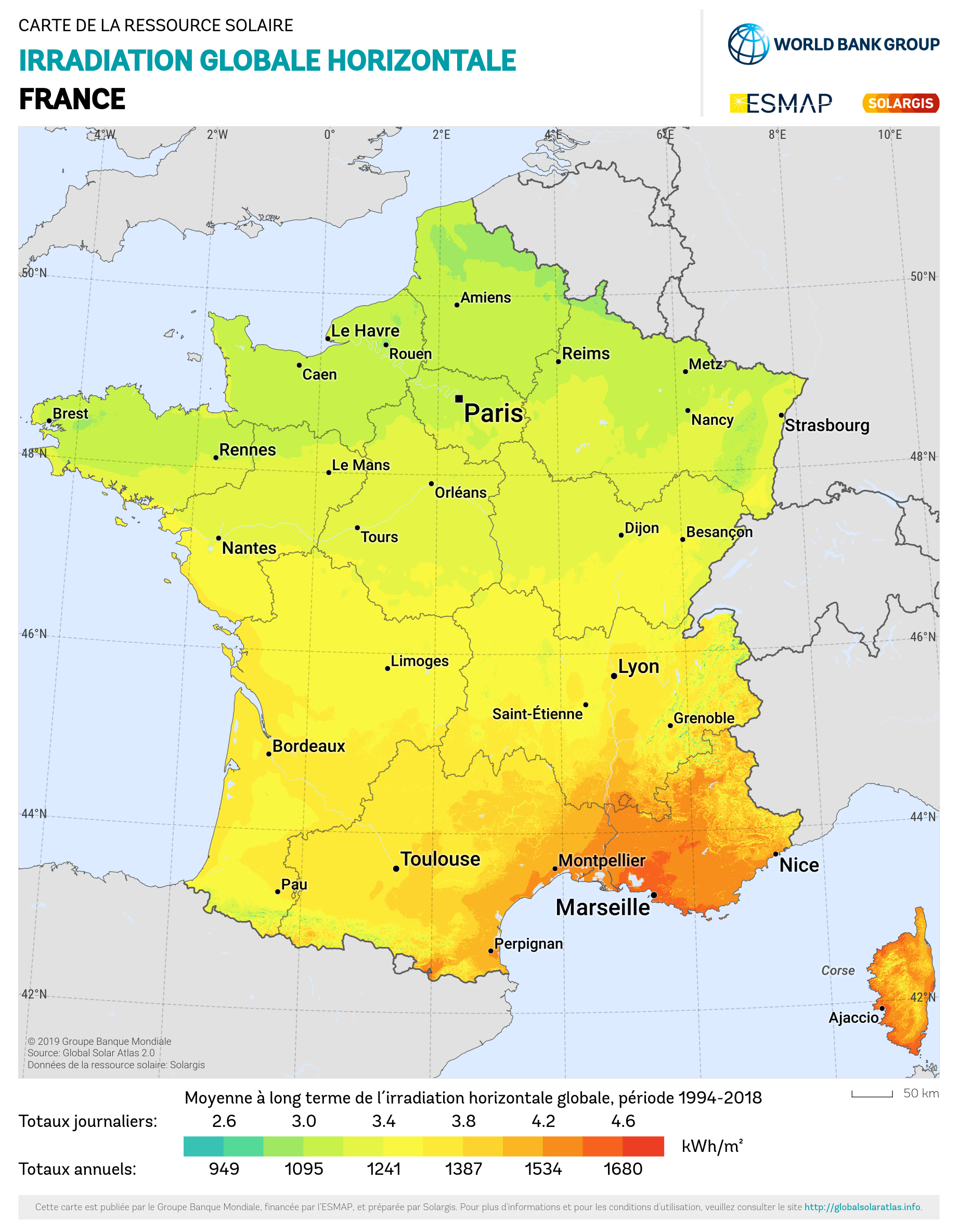
Irradiation solaire en France

Ce site géographique, à près de 800 m d’altitude, est privilégié avec les meilleures conditions de production d’énergie solaire photovoltaïque en France. Il bénéficie d'un ensoleillement record avec un niveau d'irradiation solaire horizontale de 1 550 kWh, un haut niveau de pureté de l'air et une ventilation idéale à l’origine d’un rendement optimum des panneaux, de 10 à 15 % supérieur à la moyenne.
Ce projet avait été annoncé par les propriétaires comme écologique avec un très faible impact environnemental qui permettrait un développement durable.
Néanmoins les cultures d'amandiers, de lavandin, de lavande, de sauge, de blé et d'orge ont été supprimées.
Les terrains auraient été ensemencés de plantes mellifères pour produire du miel et des huiles essentielles, tout en favorisant la préservation des abeilles. Aucune trace de telles plantes n'est cependant visible sur les photographies du site.
La reconversion du site en terres agricoles en fin de vie devrait être facilitée par l'absence de fondations en béton. Le recyclage des panneaux a fait l'objet d'une réserve financière dont le montant ne semble pas public.